# Železo-56
Železo-56 (56Fe) je nejběžnější izotop železa, představuje asi 91,754 % atomů tohoto prvku v přírodě.
56Fe má ze všech nuklidů nejmenší poměr hmotnosti k nukleonovému číslu. Jeho vazebná energie na nukleon je 8,8 MeV, tedy jedna z nejvyšších.
Nikl-62, poměrně vzácný izotop niklu, má vazebnou energii na nukleon vyšší, Také má vyšší hmotnost na nukleon, protože má v jádru vyšší podíl neutronů, které jsou poněkud těžší než protony.
Lehčí prvky uvolňují energii při fúzi a těžší při štěpení jádra, přičemž jsou jejich nukleony vázány silněji než před reakcí a blíží se k maximální energii, kterou má 62Ni. Během fúze uvnitř hvězd však protichůdné působení fotojaderných reakcí a zachycování alfa částic vede k tomu, že vzniká více 56Ni než 62Ni (56Ni se postupně přemění na 56Fe). To znamená, že s rostoucím stářím vesmíru je stále více hmoty převedeno na silně vázaná jádra jako je 56Fe. Tento proces je jedním z jevů způsobujících tepelnou smrt vesmíru.